# Keitai
Pour les articles homonymes, voir Keitai (homonymie).
 (mars 2019).
Si vous disposez d'ouvrages ou d'articles de référence ou si vous connaissez des sites web de qualité traitant du thème abordé ici, merci de compléter l'article en donnant les références utiles à sa vérifiabilité et en les liant à la section « Notes et références ».
L'empereur Keitai (継体天皇, Keitai Tennō, ou plus probablement Keitai Ōkimi) est le vingt-sixième empereur du Japon, selon l'ordre traditionnel de succession. On situe son règne de 507 à 531, bien qu'on n'en connaisse pas les dates avec certitude.

## Données historiques
La tradition, selon qu'elle est rapportée par le Kojiki ou le Nihon shoki, diverge sur sa biographie. Selon le Kojiki, Keitai naît en 485 et meurt le 9 avril 527, et son nom personnel est Ōdo no Mikoto (袁本杼命). Le Nihon shoki, quant à lui, situe sa date sa naissance en 450 et sa mort le 7 février 531 ou 534, et affirme qu'il était appelé Ōdo no Kimi (男大迹王) et Hikofuto no Mikoto (彦太尊). On trouve aussi Wo Ofu Ato-no-Hiko Fudo no Mikoto.
Selon les chroniques, il est à l'origine le roi de Koshi, une petite tribu vivant apparemment dans les parties septentrionales du Japon central, peut-être sur la côte de la mer du Japon.
Le Japon n'existant pas à l'époque, et l'entité connue sous le nom de Yamato ne comprenant qu'une partie du pays actuel, le terme d'empereur est anachronique pour le désigner et certains travaux d'histoire actuels appellent Keitai sous le nom de Roi Ohoto de Koshi.

## Biographie
Selon les chroniques, Keitai n'est pas le fils de l'empereur précédent, mais l'arrière-arrière-arrière-petit-fils de l'empereur Ōjin, et accède au trône lorsque Buretsu meurt sans enfant ni héritier. Certains historiens mettent en doute cette généalogie et supposent un changement de dynastie.
Sa généalogie détaillée est connue par le Shaku Nihongi, en tant que citation du Jōgūki (l'histoire du prince Shōtoku). Il y est décrit comme un fils de Ushi no Kimi, un petit-fils de Ohi no Kimi, un arrière-petit-fils de Ohohoto no Kimi (le frère de l'impératrice-consort de l'empereur Ingyō) un arrière-arrière-petit-fils de Wakanuke Futamata no Kimi et un arrière-arrière-arrière-petit-fils de l'empereur Ōjin.
Selon le Kojiki et le Nihon shoki, son père est Hikonushi no Kimi et sa mère Furihime. Il naît dans la province d'Echizen. Quand Buretsu meurt, Ōtomo no Kanamura et le clan Mononobe recommandent Keitai, alors âgé de 58 ans, comme candidat potentiel au trône du Yamato, ce qui provoque des troubles dans la province. Keitai déclare son ascension à Kusuba, dans la province de Kawachi, et épouse une sœur cadette de Buretsu, la princesse Tashiraga. Il lui faudra cependant 20 ans pour entrer dans la province de Yamato, le centre politique du Japon à l'époque.
L'empereur Keitai, selon la tradition, intervient pour la domestication des terres d'Echizen no Kuni, lançant de grands travaux de drainage des eaux aboutissant à la création des trois rivières Hino, Asuwa et Kuzuryû dans l'actuelle préfecture de Fukui, transformant ainsi les marais en terres arables adaptées à la riziculture. L'empereur fonde le sanctuaire Asuwa-Jinja célébrant la divinité Omiyadokoro no Kami et assigne à la prêtrise sa propre fille Umakuda no Himemiko, ainsi qu'un port favorisant le transport maritime, l'agriculture, la sériciculture et le transport de pierres et de bois. En raison de ces histoires, l'empereur Keitai était révéré comme le dieu pionnier de la province d'Echizen[source insuffisante].
Dans les dernières années du règne de Keitai, en 527 ou 528, une rébellion menée par Iwai éclate dans la province de Tsukushi, sur l'île de Kyūshū. Keitai nomme Mononobe no Arakabi shogun et l'envoie mater la rébellion.
Louis Frédéric note que Keitai est obligé d'abdiquer en faveur de son fils Ankan et meurt peu après.

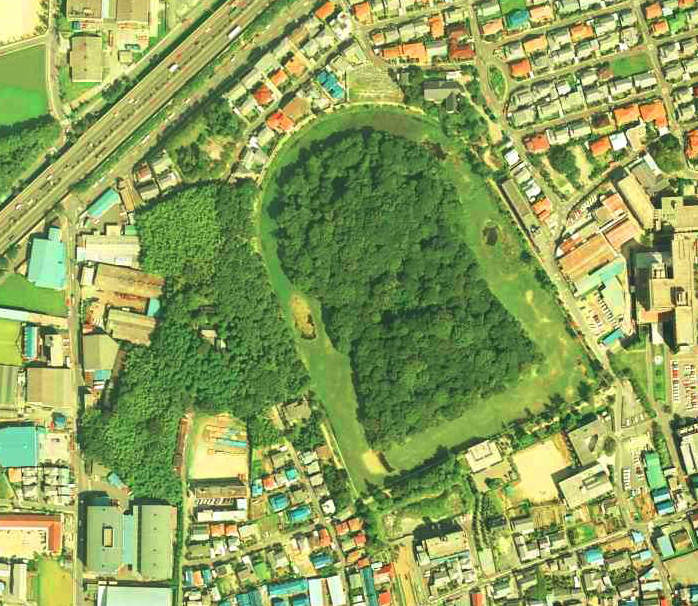
Kofun Oda Chausuyama, tombe supposée de l'empereur Keitai, Ibaraki (Préfecture d'Osaka).

## Généalogie
Épouses et descendance
Keitai eut 21 enfants, 9 fils et 12 filles, de 9 épouses. Deux au moins furent ses concubines avant son accession au trône. Le Kojiki mentionne en premier lieu Waka-hime (Wakugo-hime), et en second lieu Menoko no Iratsume. Le Nihongi fait de Menoko Irohe la première concubine :
- Menoko Irohe no Iratsume, fille de Wohari no Kusaka no Muraji ; première concubine ; mère de deux princes :
  - prince Magari no Ohoye (empereur Ankan) ;
  - prince Hinokuma Takada (empereur Senka) ;

- Wakugo-hime, ou Waka-hime, sœur de Miho no Tsunonori no kimi ; seconde concubine ; mère de 2 enfants :
  - prince Oho-iratsuko ;
  - princesse Idzumo no Iratsume ;

- princesse Tashiraka, troisième fille de l'empereur Ninken et de l'impératrice Kasuga no Oho Iratsume ; née vers 482 ; mariée en 507 ; impératrice en 507 ; dont :
  - prince Ame Kuni Oshihiraki Hironiha, né en 509 (empereur Kimmei) ;

- princesse Kuro-hime ou Hiro-hime, fille du prince Sakata no Ohomata ; troisième concubine ; mère de 3 princesses :
  - princesse Kamusaki no Iratsume ;
  - princesse Mamuta no Iratsume ;
  - princesse Mumakuta ou Umatsuta no Iratsume ;

- Princesse Womi no Iratsume, fille du prince Okinaga no Mate ; quatrième concubine ; mère d'une princesse :
  - princesse Sasage no Iratsume ; vestale d'Ise ;

- Seki-hime, fille de Mamuta no Womochi no muraji, cinquième concubine ; mère de 3 princesses :
  - princesse Mamuta no Oho Iratsume ;
  - princesse Shirazaka no Ikuhi no Iratsume ;
  - princesse Wono no Iratsume (ou Nagashi-hime) ;

- Yamato hime, fille de Miwo no Katahi no kimi et sœur de Miwo no Katabu no kimi, sixième concubine ; dont 4 enfants :
  - princesse Oho Iratsume ;
  - prince Maroko ; ancêtre de la famille Mikuni no kimi ;
  - prince Mimi ;
  - princesse Aka-hime no Iratsume ;

- Haye-hime, fille de Wani no Kahachi no Omi ; septième concubine ; dont 3 enfants :
  - princesse Wakaya-hime no Iratsume ;
  - princesse Tsubura no Iratsume ;
  - prince Atsu ;

- princesse Hiro hime, fille du prince impérial Ne ; huitième concubine ; dont 2 princes :
  - prince Usagi ; ancêtre de la famille Sake no kimi ;
  - prince Naka ; ancêtre de la famille Sakada no kimi.